# Australian Terrier
Der Australian Terrier ist eine von der FCI anerkannte australische Hunderasse (FCI-Gruppe 3, Sektion 2, Standard Nr. 8).

## Herkunft und Geschichtliches
Der Australian Terrier ist eine Züchtung aus dem 19. Jahrhundert und stammt wahrscheinlich vom Yorkshire-Terrier, dem Dandie Dinmont Terrier und dem Cairn Terrier (dem er am ähnlichsten ist) ab, gekreuzt mit dem einheimischen Sydney Silky. Das erste Mal wurde er 1880 in Melbourne auf einer Hundeshow ausgestellt.
1906 erschien er das erste Mal in England, die Zucht begann 1921 nach Gründung des Australian Terrier Clubs, der seinen Zuchtstandard aufstellte.

## Aussehen

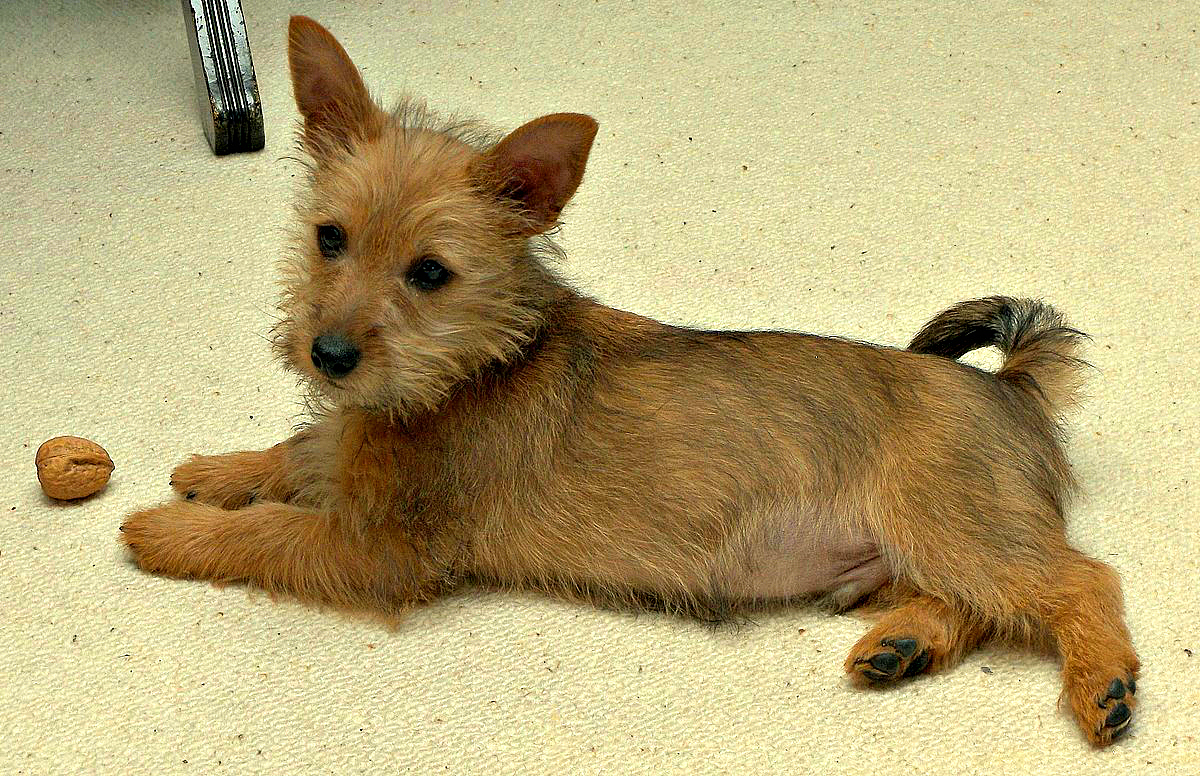
Welpe, 12 Wochen alt, noch fehlende Fellkrause

Ein kräftiger, niedrigstehender Hund (25 cm, 6,5 kg), der Körper ist lang im Verhältnis zur Schulterhöhe und kräftig gebaut mit ausgeprägtem Terriercharakter; er hat ein harsches Haarkleid mit deutlicher Krause rund um den Hals. Das Körperhaar besteht aus harschem, glattem, dichtem Deckhaar von annähernd 6 cm Länge und kurzer Unterwolle von weicher Textur in den Farben Blau, Stahlblau oder Dunkelgraublau (jeweils mit sattem Loh), sandfarbig oder Rot (ohne Braun).
Je intensiver und klarer abgegrenzt die Farbe ist, desto besser.
Der Schopf ist blau, silbern oder hat die Farbe des Kopfhaars in hellerer Schattierung, sandfarben oder rot. Der Kopf ist von einem weichen Haarschopf bedeckt, die Ohren sind klein, aufrecht stehend und spitz.
Welpen sind bei der Geburt schwarz, das Fell verfärbt sich nach und nach. Die charakteristische „Fellkrause“ um den Hals ist erst mit einem Alter von drei Jahren voll entwickelt.

## Charakter
Der Australian Terrier ist ein robuster, wachsamer, auch draufgängerischer, fröhlicher und anhänglicher Hund. Er ist sehr intelligent und lässt sich gut erziehen.
Menschen gegenüber ist er aufgeschlossen, wenn auch anfänglich etwas vorsichtig. Er ist unkompliziert mit Kindern und selten streitsüchtig gegenüber anderen Hunden.

## Verwendung
Ursprünglich wurde der Australian Terrier in seinem Heimatland speziell zur Ratten- und Schlangenjagd gezüchtet. Er musste in der Lage sein, diese sehr schnell zu töten. Er ist ein wachsamer, zäher und robuster Hund.
Trotz ihrer verhältnismäßig geringen Größe werden diese Hunde in Gruppen auch für das Hüten von Schafherden eingesetzt. Als Begleithund gehalten sollte er lange Spaziergänge bekommen, um seinem Wesen als Gebrauchshund gerecht zu werden. Aufgrund seiner schnellen Lernfähigkeit und Aktivität bietet sich der Australian Terrier gut für den Hundesport an.